# Big Jake (Pferd)
Big Jake (März 2001 – Juni 2021) war ein sehr großer amerikanisch-belgischer Brabanter. Von 2010 bis zu seinem Tod hielt er den Guinness World Record als größtes lebendes Pferd. Zudem gilt er als zweitgrößtes Pferd überhaupt.

## Leben
Big Jake wurde in Nebraska geboren und wog bereits bei der Geburt 100 kg, womit er rund 45 kg über den Normalwerten seiner Rasse lag. Seine Eltern waren normal groß.  Mit drei Jahren wurde er von der Familie Gilbert gekauft und lebte fortan auf der Smokey Hollow Farm in der Nähe von Poynette, Wisconsin.
2010, als Big Jake neun Jahre alt war, wandte sich die Familie an Guinness World Records und ließ das Pferd vermessen. Es maß 20 Handbreit und 2,75 Zoll (82,75 Zoll, etwa 210 cm), womit es den früheren Rekordhalter Remington, einen Clydesdale aus Texas, um ca. 7 cm überragte. Normale Pferde seiner Rasse erreichen im Normalfall zwischen 16 und 17 Handbreit (ca. 162–172 cm). Mit seiner Größe wurde er auch das zweitgrößte Pferd aller Zeiten. Der Rekordhalter Sampson wurde 1850 mit 21 Handbreit und 2,5 Zoll (219 cm) gemessen. Der Wallach war ein Fuchs mit weißer Blesse und hellen Fesseln.
Die Familie setzte ihn häufig bei Zugpferdeschauen und auch gerne beim Wisconsin State Fair ein. Die Fütterung stellte die Familie vor Herausforderungen, da er einen großen Appetit hatte. Er fraß etwa das Doppelte von dem, was andere Pferde gefüttert bekamen. Die Familie achtete aber sehr darauf, ihn nicht zu schwer werden zu lassen. Für seine Haltung musste ein extra großer Stall gebaut werden. Zu den Shows wurde er mit einem Sattelauflieger transportiert. Er soll trotz seiner Größe und Kraft sehr folgsam gewesen sein. Er mochte Aufmerksamkeit und war auf den Jahrmärkten und Shows sehr beliebt. Die Familie setzte ihn auch für wohltätige Zwecke ein und unterstützte die Ronald McDonald House Charity.
Im Juni 2021 gab die Familie Gilbert bekannt, dass Big Jake im Alter von 20 Jahren verstorben sei.